# Fußbank

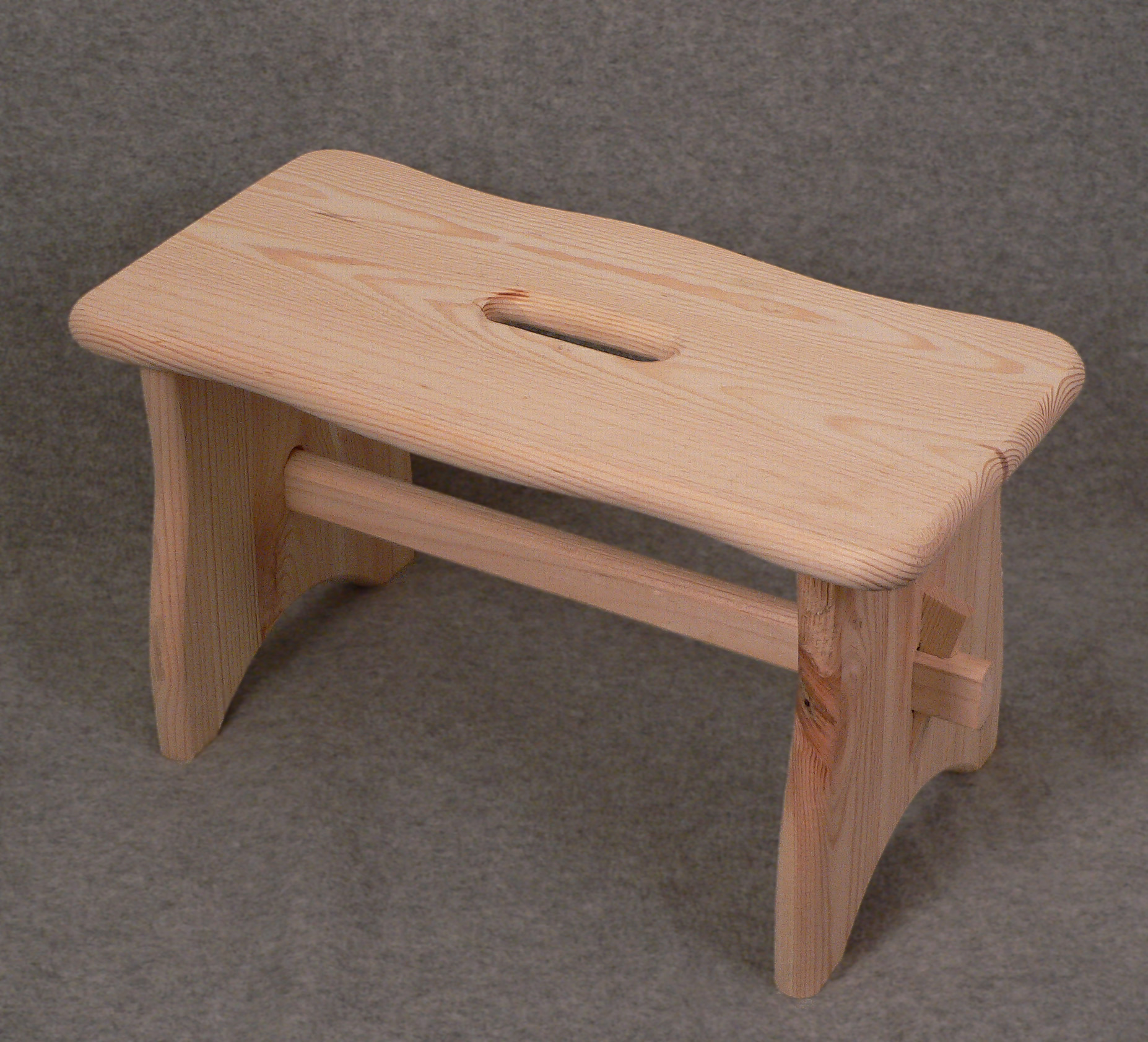
Fußbank mit Griffloch

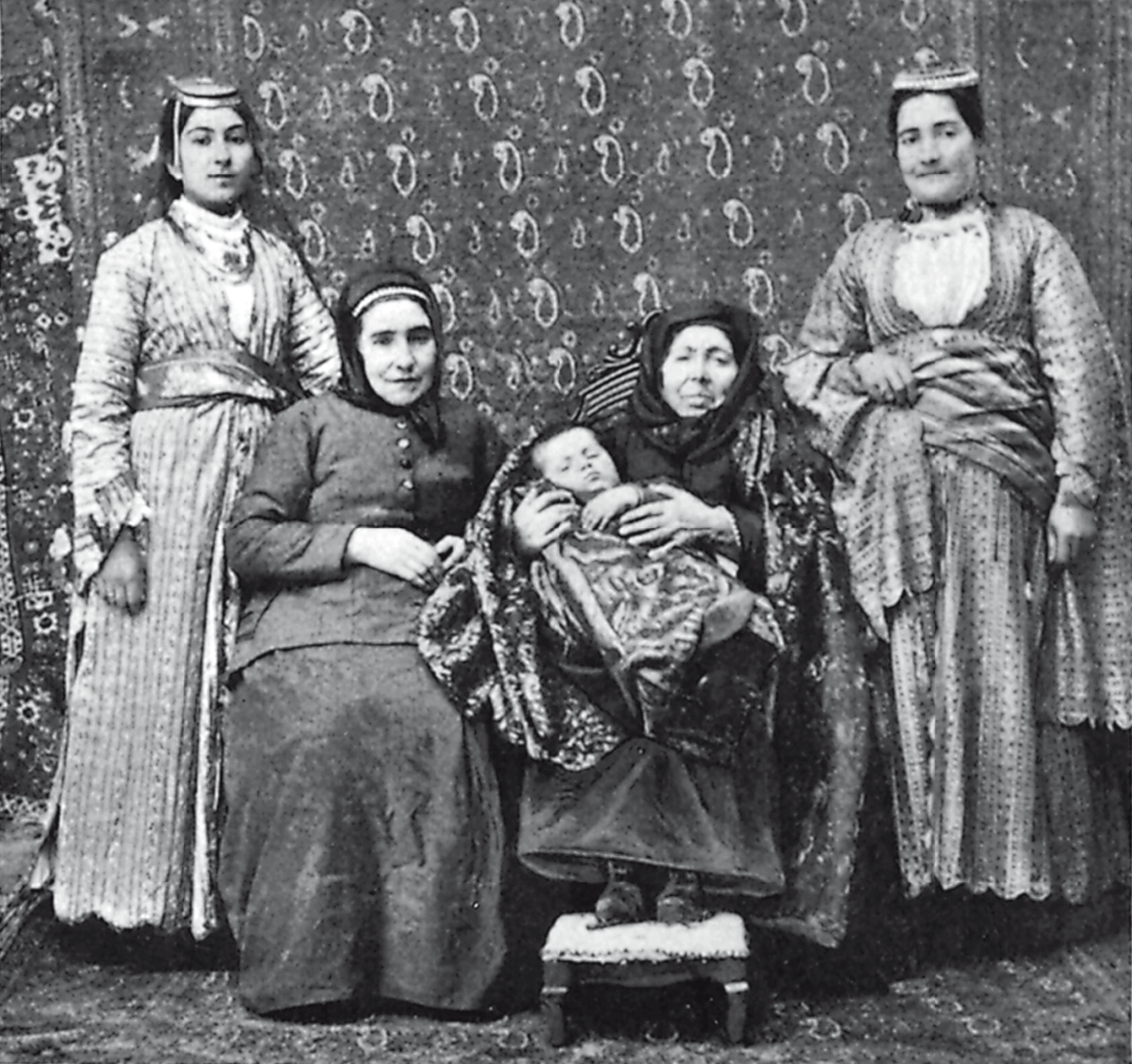
Fußbank im Einsatz (1901)

Die Fußbank, auch Fußschemel oder Fußstuhl genannt, schlesisch auch Ritsche, ostmitteldeutsch auch Hitsche oder Hitsch (wobei Hitsche umgangssprachlich auch einen kleinen Schlitten bezeichnen kann, dann auch Käsehitsche), ist ein weitläufiger Begriff für erhöhte Stellflächen und Ablagemöglichkeiten speziell der Füße und im erweiterten Sinne auch für die Beine.

## Musik
Dem Gitarristen dient eine Fußbank (oder „Fußbänkchen“) als Untersatz für den Fuß auf der Greifhandseite. Die sich daraus ergebende erhöhte Position des Beines führt zu einer vertikaleren Gitarrenposition mit erhöhtem Gitarrenhals. Diese Haltung ermöglicht es dem Gitarristen, ergonomischer auf den Gitarrenhals zuzugreifen. Siehe: Technik der klassischen Gitarre. 
Hauptsächlich wird die Fußbank in der klassischen Gitarrenmusik in Verbindung mit der klassischen Gitarre verwendet, aber auch im Jazz beim Einsatz von Halbresonanzgitarren.